# Gotero de Murphy

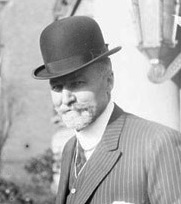
John Murphy, inventor del gotero de Murphy

Un gotero de Murphy es un aparato de infusión rectal para administrar el procedimiento médico de la proctoclisis, también conocido como rectoclisis. Durante el procedimiento, un extremo del goteo Murphy se inserta en el recto y grandes cantidades de líquido se infunden gota a gota en el recto. Antes de administrar líquidos o medicamentos por vía intravenosa, el goteo de Murphy y la hipodermoclisis eran las rutas principales para administrar líquidos, por ejemplo, para el reemplazo cuando los pacientes no podían recibir alimentación por la boca. El cirujano de Wisconsin John Benjamin Murphy introdujo el método de goteo de infusión de solución salina por recto en el tratamiento de la peritonitis.

## Historia
El goteo de Murphy fue inventado por el cirujano de Wisconsin, John Benjamin Murphy, con el propósito de administrar un proctoclisis para la hidratación y la reposición de electrolitos, a través de una solución de cloruro de sodio y calcio. Esto se usaría cuando la administración por vía oral no fuera posible debido a la condición del paciente. El goteo de Murphy se describió en la edición de abril de 1909 del Journal of American Medical Association. Ya en julio de 1928, el goteo de Murphy se consideraba un método auxiliar de inyección detrás de la terapia intravenosa y la inyección subcutánea, los dos métodos principales de inyección en ese momento.
El gotero de Murphy se puede usar para administrar medicamentos por esta vía y el aparato también se usa junto con un catéter para irrigación de la vejiga. El término puede aplicarse incluso a los aparatos utilizados para administrar líquidos por vía intravenosa..
Una curiosa anécdota relacionada con el gotero de Murphy está relacionada con Walter Lord en su libro sobre la Batalla de Midway. El 4 de junio de 1942, el compañero del farmacéutico Edwin Miller estaba estacionado en la isla Sand (parte del atolón Midway) y se estaba preparando para el esperado ataque japonés. Miller preparó un café fuerte para beber que, según él, debía usarse en un tratamiento "anticuado" para el shock: la administración de café fuerte a través del recto con un gotero de Murphy. Cuando comenzó el ataque, Miller se unió a su comandante y médico a cargo, el teniente comandante A. E. Ady, quien no parecía conocer el propósito médico del café y pidió que se sirviera algo. Miller pensó que sería divertido dejar que su comandante lo bebiera, pero también cometió el error de beber algo. El Dr. Ady continuó contando chistes a lo largo del ataque. Miller, sin embargo, pagó por su broma práctica y estaba enfermo. [11].

## Ensamblaje
Una descripción de la configuración por goteo de Murphy se encuentra en el caso legal de la Corte Suprema de Kansas de 1932, Ratliffe v. Wesley Hospital and Nurses 'Training School:
El 14 de febrero de 1929, "el Dr. Horn ordenó a la enfermera que usara la proctoclisis, conocida como el" goteo de Murphy ". Mientras la operación estaba en curso, una enfermera estudiante del hospital preparó la sala para el regreso del recurrente. El conjunto de proctoclisis formaba parte del equipo del hospital y fue montado y colocado en el pie de la cama o cerca de él por parte de la enfermera estudiantil. El conjunto de proctoclisis consiste en un estándar que es una configuración de poste de hierro en un trípode que contiene ganchos en A intervalos, y en estos ganchos, por medio de una cadena, cinta, cuerda o trozo de gasa, se cuelga una lata que contiene agua caliente y una solución de soda. Desde esta lata se extiende un tubo que se inserta en el recto del paciente al que se dirige Fue necesario mantener la solución caliente para que tuviera una temperatura corporal después de pasar por el tubo y entrar al cuerpo... No era inusual que el recipiente que contenía el agua se fijara al estándar. gasa, cuerda, u otro vendaje, aunque una parte de los buques estaban equipados con cadenas. "